# Norderwall Otterndorf
Der Norderwall Otterndorf in der niedersächsischen Samtgemeinde Land Hadeln, Gemeinde Otterndorf im Landkreis Cuxhaven, stammt aus der Mitte des frühen 18. Jahrhunderts. Aktuell (2024) wird er als Grünanlage genutzt.
Die Wallanlage steht unter Denkmalschutz (siehe auch Liste der Baudenkmale in Otterndorf).

## Geschichte und Beschreibung
Otterndorf war der Hauptort des Landes Hadeln. 1400 erhielt er von Herzog Erich von Sachsen-Lauenburg das Stadtrecht. Die Stadt war umgeben von einem Wall und einem Graben. Der Norderwall als Verteidigungsanlage wurde 1615/16 am nördlichen Rand der Ottendorfer Altstadt angelegt. Mitte des 18. Jahrhunderts ist der als Verteidigungsanlage schon lange funktionslos gewordene und 400 Meter lange Nordwall genauso wie der Süderwall als Promenade mit Alleen angelegt worden. Die ehemals großen Gärten auf den den Stadtkern flankierenden Wällen besaßen ursprünglich zahlreiche Gartenhäuser.
Der Norderwall mit seiner zweireihigen Lindenallee begrenzt die Altstadt von Otterndorf in gerader Ost-West-Linie nach Norden. Der nördlich begleitende noch erhaltene Wassergraben im Osten des Norderwalls wurde auch 1615/16 angelegt.
Auch das Gartenhaus Norderwall steht unter Denkmalschutz.
Das Landesdenkmalamt befand u. a.: „… An der Erhaltung des Norderwalls besteht aufgrund der geschichtlichen Bedeutung für die Orts- und Siedlungsgeschichte sowie aufgrund seiner städtebaulichen Bedeutung mit prägendem Einfluss auf das Ortsbild ein öffentliches Interesse.“
In der Sage erzählt nach dem Hadler Sagenweg der Geist eines Nachtwächters vom Schutz durch den Norderwall und von den Zellen im Gefängnis am Ostertor.